# Längtan till havet
Pour plus de détails, voir Fiche technique et Distribution.
Längtan till havet est un film franco-suédois réalisé par John W. Brunius et Alexander Korda, sorti en 1931. C'est la version alternative en suédois de Marius (1931) d'Alexander Korda.

## Synopsis
Marius est tiraillé entre son amour pour Fanny sur terre et l'envie de partir en mer. Elle comprend qu'il ne sera jamais heureux sur terre et épouse à la place le riche Panisse. Plus tard, Marius est vu s'éloigner dans un bateau.

## Fiche technique
- Titre original : Längtan till havet
- Réalisation : John W. Brunius et Alexander Korda
- Scénario : Gustaf Collijn et Marcel Pagnol, d'après la pièce "Marius" de Marcel Pagnol
- Direction artistique : Vincent Korda
- Décors : Alfred Junge
- Photographie : Enzo Riccioni
- Musique : Francis Gromon
- Production : Robert T. Kane
- Société de production : Les Studios Paramount
- Société de distribution : Film AB Paramount
- Pays d’origine :  France,  Suède
- Langue originale : suédois
- Format : noir et blanc — 35 mm — 1,37:1 — son Mono
- Genre : Comédie dramatique
- Durée : 112 minutes
- Date de sortie : 
  - Suède : 12 novembre 1931

## Distribution
- Edvin Adolphson : Marius
- Inga Tidblad : Fanny
- Carl Barcklind : César
- Karin Swanström : Honorine
- Rune Carlsten : Panisse
- Nils Lundell : Piquoiseau
- Georg Blomstedt : Escartefigue
- Nils Wahlbom : Brun
- John W. Brunius : Le Goëlec